# Istituto superiore di studi in amministrazione pubblica
L'Istituto superiore di studi in amministrazione pubblica (IDHEAP) è l'istituto svizzero di formazione universitaria superiore che prepara i funzionari che occuperanno le posizioni più importanti all'interno della pubblica amministrazione e degli organi parapubblici del paese. Riconosciuto dalla Confederazione e a livello internazionale (EAPAA), l'IDHEAP è anche osservatore indipendente e consulente riconosciuto dalle amministrazioni, dalle autorità politiche e dalla Confederazione. Infine l'IDHEAP è un centro di ricerca interdisciplinare, di base e applicata, e partecipa in piena autonomia scientifica alle reti nazionali e internazionali di ricerca sul settore pubblico. Dal 2014 è stato integrato all'interno dell'Università di Losanna.